# Uliànino
Uliànino (en rus: Ульянино) és un poble de l'óblast de Saràtov, a Rússia, segons el cens del 2010 tenia 228 habitants. Pertany al districte municipal de Khvalinsk.